# Nicrophorus satanas
Nicrophorus satanas (лат.) — вид жуков-мертвоедов из подсемейства могильщиков.

## Описание
Жуки длиной 20-35 мм. Булава антенн широкая, двуцветная — вершинные членики имеют темно-желтый или коричневый цвет. Переднеспинка широкая, щитовидная. Надкрылья чёрного цвета или коричнево-бурого цвета. Эпиплевры имеют такой же цвет, как и надкрылья. На плечах надкрылий ребра эпиплевр имеют только единичные волоски. Задние голени с сильно развитыми горбовидным расширением снаружи.

## Ареал
Обитает в степях, полупустынях и пустынях Калмыкии, Казахстана и среднеазиатских государств.

## Биология
Являются некрофагами: питаются падалью как на стадии имаго, так и в личиночной стадии. Жуки закапывают трупы мелких животных в почву и проявляют развитую заботу о потомстве — личинках, подготавливая для них питательный субстрат. Из отложенных яиц выходят личинки с 6 малоразвитыми ногами и группами из 6 глазков с каждой стороны. Интересной особенностью могильщиков является забота о потомстве: хотя личинки способны питаться самостоятельно, родители растворяют пищеварительными ферментами ткани трупа, готовя для них питательный «бульон». Это позволяет личинкам быстрее развиваться.
Вид отдает предпочтение крупным трупам для питания. Для откладывания же яиц предпочитает исключительно мелкие трупы млекопитающих массой 25—45 г.